# Urroz-Villa
Urroz o Urroz-Villa (en euskera: Urrotz o Urrotz-Hiria) es una villa y municipio español de la Comunidad Foral de Navarra, situado en la Merindad de Sangüesa, en la comarca de Aoiz, a 19 km de la capital de la comunidad, Pamplona. Su población en 2023 fue de 418 habitantes. Es una de las poblaciones más grandes dentro de la cuenca de Lumbier-Aoiz, un espacio geográfico severamente azotado por la despoblación.
Antiguamente fue muy importante por su carácter de cruce de caminos en el que se encuentran las carreteras de norte a sur la de Erro hacia Campanas y de este a este la de Pamplona hacia Aoiz y Lumbier. Gracias a esto tuvo gran importancia como mercado al que acudían gente de diversos lugares. Además, anualmente todos los 13 y 14 de noviembre (día de San Martín) se realizaba una feria de ganado.
La localidad cuenta en su parte central con una plaza (Plaza de El Ferial), que tiene unos 10.000 m² con un perímetro de casi 400 m siendo la tercera más grande de Navarra después de la plaza de los Fueros (unos 18.000 m2) y la plaza del Castillo (unos 14.000 m²) ambas en Pamplona.
Inicialmente adscrita a la zona no vascófona por la Ley Foral 18/1986, en junio de 2017 el Parlamento de Navarra aprobó el paso de Urroz-Villa a la Zona mixta de Navarra mediante la Ley Foral 9/2017.
Su gentilicio es urroztarra, tanto en masculino como en femenino.

## Toponimia
En Navarra existen dos municipios con el mismo nombre. El actual, en el valle de Lizoain, y otro en el valle de Santesteban. En euskera el primero es Urrotz /urót͡s̻/ mientras que el segundo es Urroz /urós̻/, atendiendo a las diferencias entre los dialectos propios de cada lugar. En castellano, sin embargo, ambos se transcriben como Urroz /uróθ/, pues los sonidos /t͡s̻/ y /s̻/ no existen en este idioma. Es por ello que se surge la necesidad de distinguirlos como Urroz-Villa y Urroz de Santesteban, respectivamente, si bien coloquialmente se empleará simplemente Urroz en ambos casos.
Pese a estar en la zona mixta, el único nombre oficial para este municipio es Urroz-Villa, mientras que Urroz de Santesteban es oficialmente Urroz, en euskera, al estar en la zona vascófona.
Como se ha comentado precedentemente, el euskera no tiene la necesidad del castellano de distinguir entre ambos nombres, ya que se escriben y pronuncian diferentemente, pero para evitar cualquier ambigüedad puede usarse la forma Urrotz-Hiria, equivalente de Urroz-Villa.

### Etimología

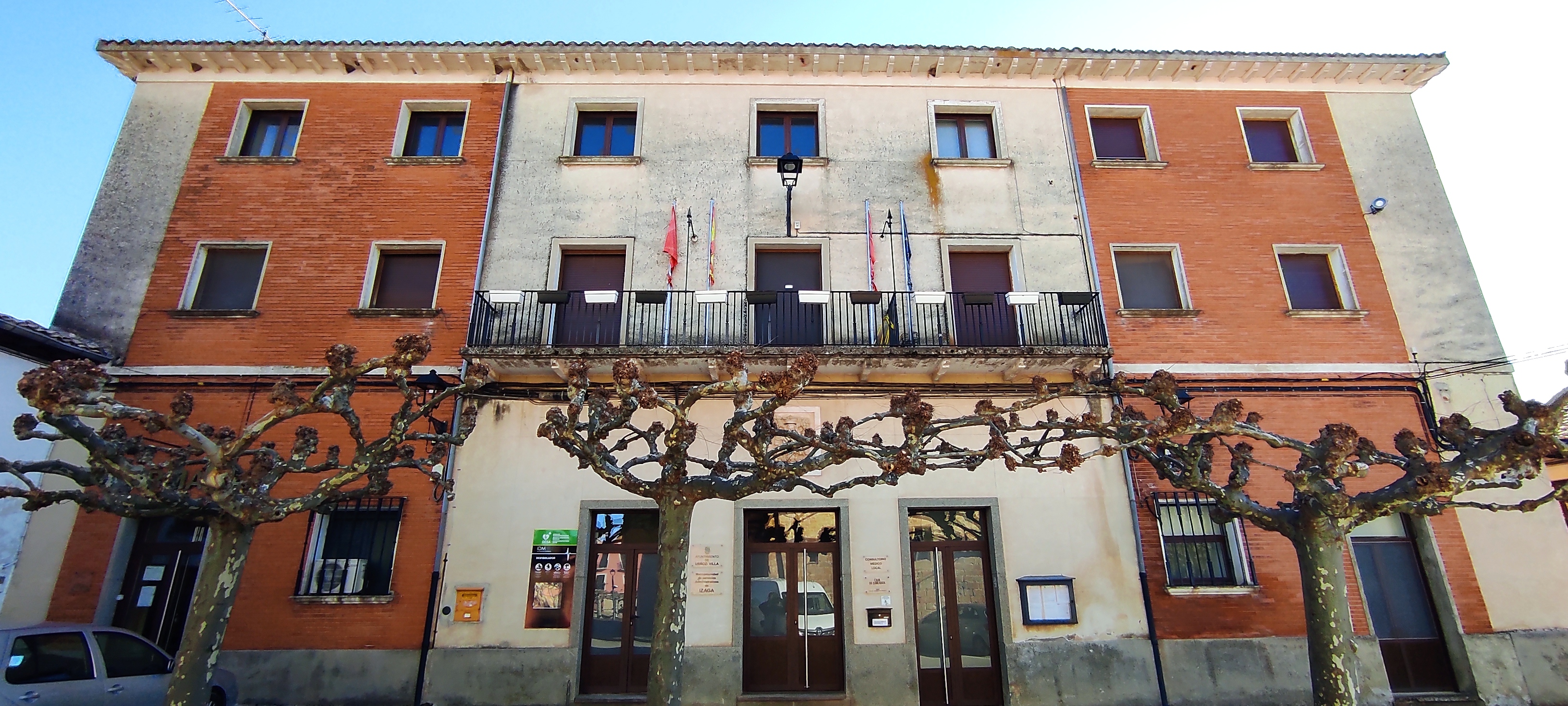
Casa consistorial

Urroz o Urrotz es un topónimo de origen vasco y origen oscuro, compuesto por un sufijo -oz frecuente en toponimia vasconavarra (Oronoz, Azpiroz, Vidángoz...). Generalmente se trata de nombres registrados desde la Edad Media aplicados a toponimia mayor (nombres de poblaciones), y no así a la toponimia menor.
Entre los expertos no hay consenso sobre su origen. Julio Caro Baroja considera que se trata de topónimos compuestos por un nombre propio y un sufijo posesivo, como Anoz (lugar propiedad de Annius), mientras que Jean-Baptiste Orpustan sostiene que el sufijo es cuantitativo (lugar de abundancia de). Para Patxi Salaberri, se trataría de dos sufijos distintos, lo que explicaría ambas visiones.
El primer componente del topónimo en cuestión, urr-, parece estar relacionado con ur (agua en euskera), con -r- adicional para permitir una mejor conexión con el sufijo. Para Julio Caro Baroja, sería un nombre propio Uros.

Así pues, según las teorías de los expertos, Urroz o Urrotz podría interpretarse como "lugar propiedad de Uros" o "lugar de abundancia de agua".

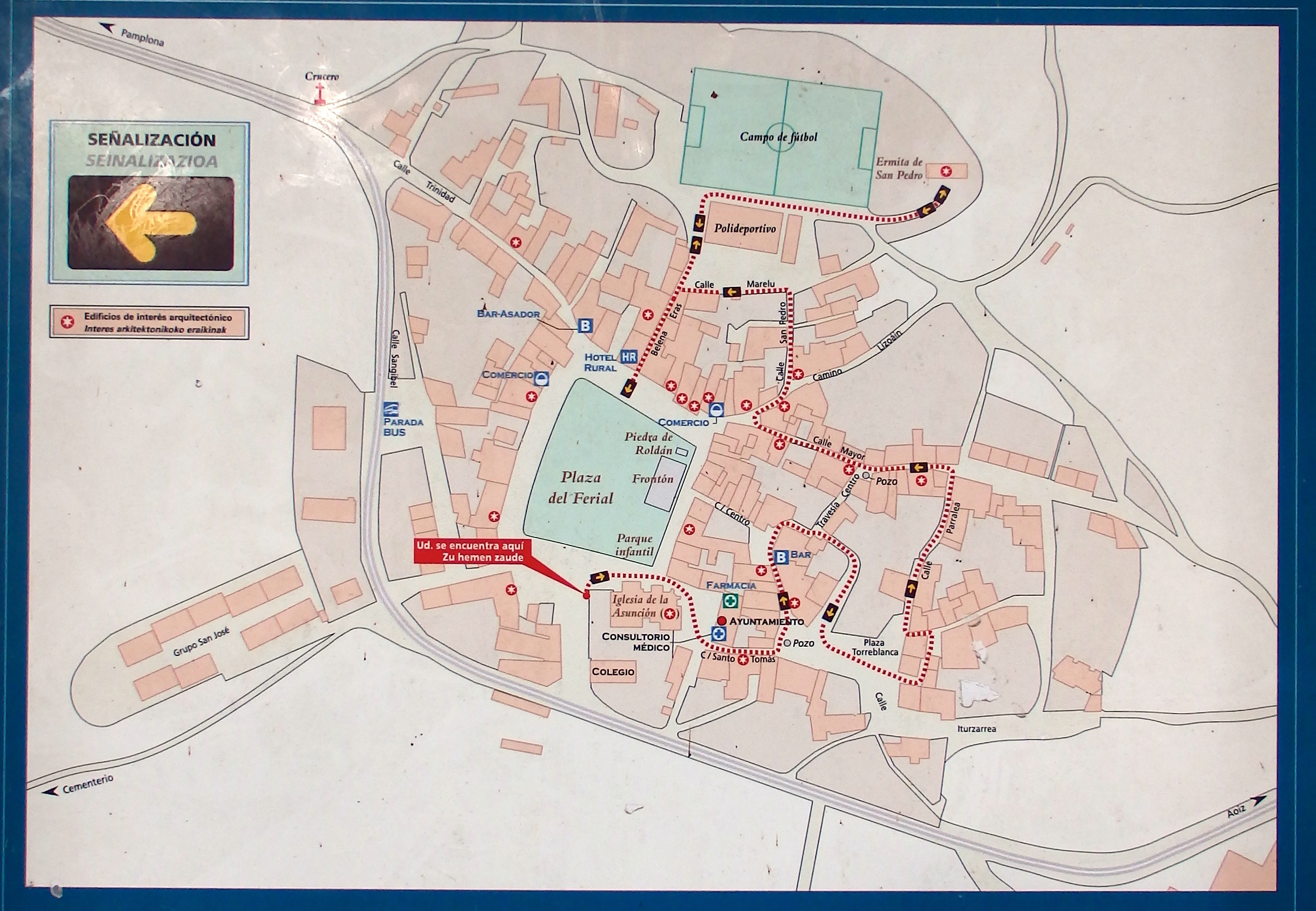

## Geografía

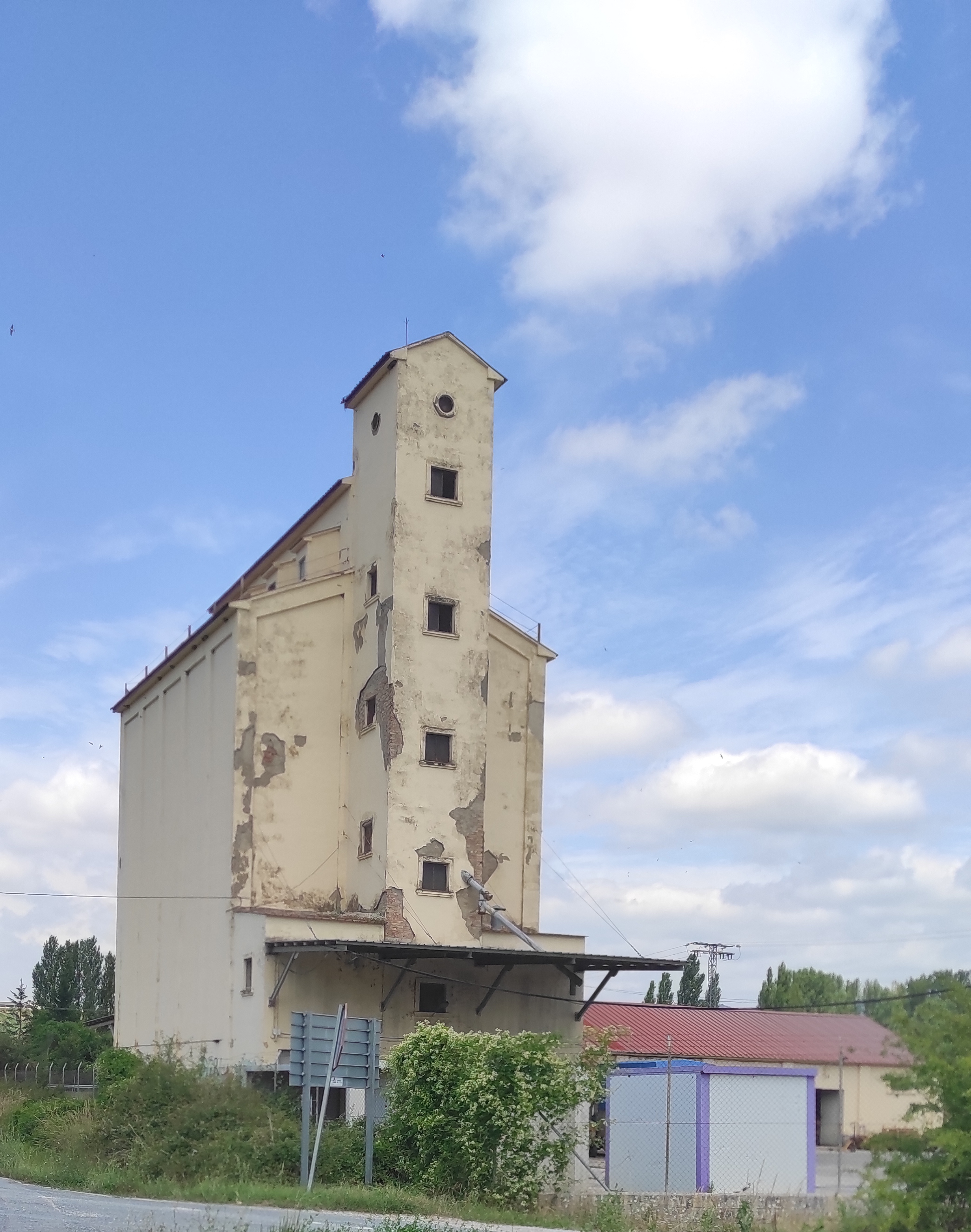
Silo de Urroz, indicador de su capacidad cerealística

Urroz-Villa está situada en la parte centro-oriental de la Comunidad Foral de Navarra dentro de la región geográfica de la Montaña de Navarra y la Cuenca de Aoiz-Lumbier, en la confluencia de dos vías de comunicación importantes: un eje norte-sur (desde Erro hasta Campanas) y un eje este-oeste (desde Lumbier dirección Aoiz hasta Pamplona).
Su término municipal tiene una superficie de 11,397 km² y limita al norte con Lizoáin, al este con Lónguida y al sur y oeste con Izagaondoa. Su emplazamiento está a 526 m s.n.m. es una cuenca fértil en medio de una región ondulada, con el monte Belascoáin (656 m) y el pico de Argonga (690 m) como alturas relevantes de su entorno inmediato. La villa está bañada por las aguas del río Erro que cruzan la localidad de norte a sur para girar en sentido oeste-este hasta desembocar en el río Irati.
En lo referente a su vegetación predominante, es el pino el más destacado, sin que falten robles o, en las riberas fluviales, sauces, chopos y álamos. Fuera de las tierras de cultivo, dedicadas al cereal, el resto es monte bajo que sirve de pasto para el ganado local.

## Historia
La localidad ejerció durante la Edad Media un «papel preponderante», «de primer orden», que se refleja «tanto en su topografía como en su arquitectura y se deduce tanto de la posición geográfica como de un contexto socioeconómico y político muy favorable.»
En 1195 el rey Sancho VII de Navarra concedió el fuero de la villa así como la escancianía de la Corte junto a otras mercedes. Estos fueros serían confirmados en 1236 por Teobaldo I de Navarra añadiendo que no fuesen enajenados de la Corte. Más tarde, Hugo de Conflans, gobernador del reino en 1287, otorgó a Urroz un día de mercado, los miércoles de cada semana, siguiendo los usos y costumbres aplicados en Monreal.
Desde 1454 se cuenta entre las buenas villas de Navarra. Muy cerca del pueblo se ubica el castillo de Leguín, «uno de los castillos más fuertes de Navarra, mandado destruir por el cardenal Cisneros.»

Por el área geográfica donde se asienta, «Urroz-Villa y Murillo de Urroz formaban parte de las villas sobre las que Roncesvalles tuvo numerosos intereses, bajo forma sobre todo de heredades.» Pero también en esta zona occidental y meridional de la merindad de Sangüesa la presencia del monasterio de Leyre era igualmente notable en modo análogo a Roncesvalles.

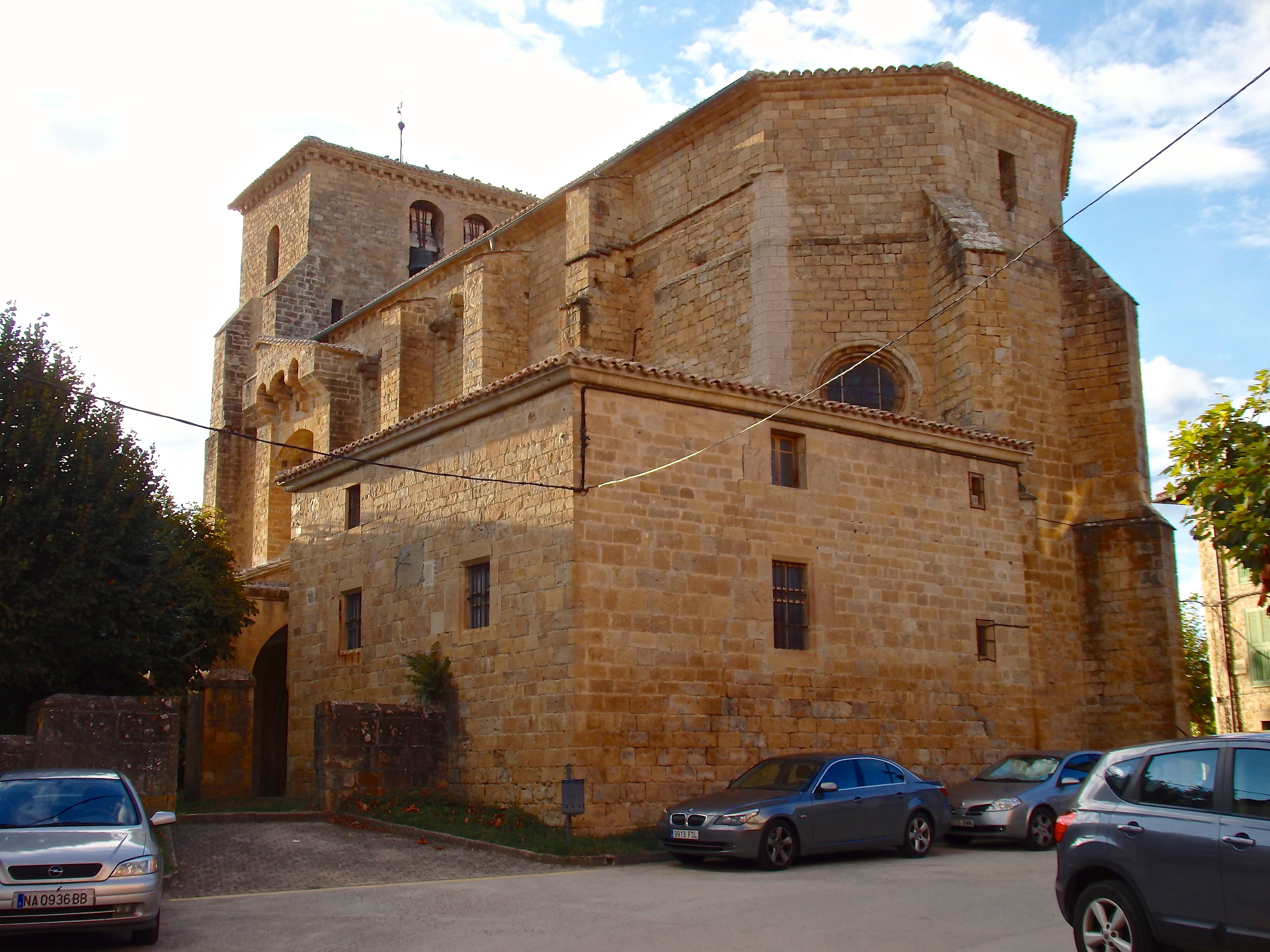
Iglesia de la Asunción (Urroz Villa)

## Demografía
Urroz-Villa cuenta con una población de 404 habitantes (INE 2024).

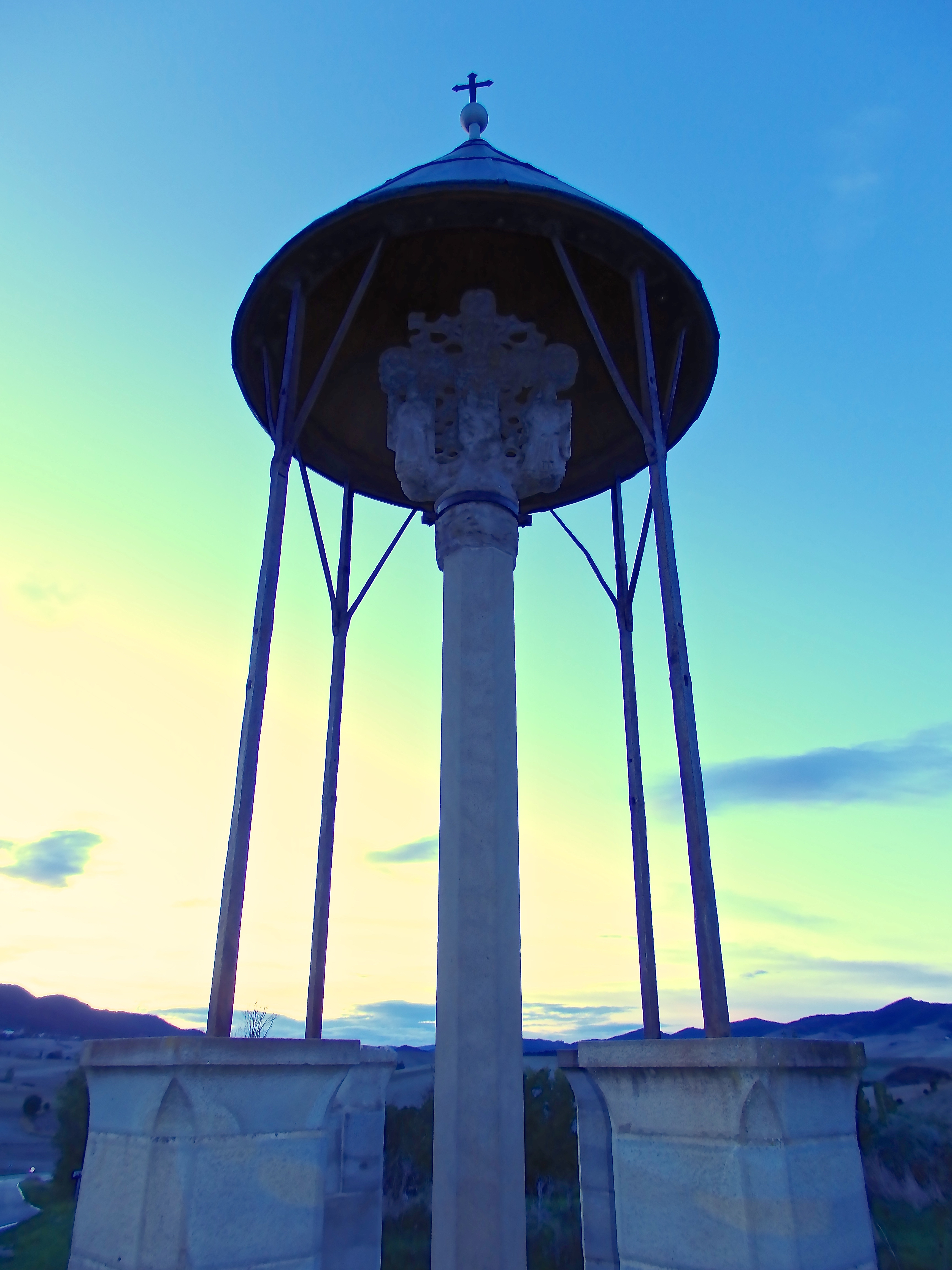
Crucero de la Trinidad (Urroz-Villa)

| Gráfica de evolución demográfica de Urroz-Villa entre 1842 y 2023 |
| |
| Población de derecho según los censos de población del INE Población de hecho según los censos de población del INEEn estos censos se denominaba Urroz, Partido de Aoiz: 1877, 1887, 1897, 1900 y 1910 En estos censos se denominaba Urroz: 1842, 1857, 1860, 1920, 1930, 1940, 1950, 1960, 1970, 1981, 1991 y 2001 |

## Escudo
El escudo de Urroz-Villa tiene el siguiente blasonamiento:

Trae de plata y seis bandas de sable. Por timbre un yelmo empenachado.

## Cultura

### Patrimonio
En el conjunto urbano destaca por su magnitud la plaza de El Ferial, una plaza porticada donde se realizan varias ferias anuales, desde, al menos, 1286. Además la villa, otrora plaza fortaleza, conserva varias casas góticas, de los siglos XV y XVI, con puertas blasonadas.
- Casa consistorial. Reconstruida en 1961 aprovechando en parte la anterior construcción, consta de planta baja y dos alturas.
- Iglesia de Santa María de la Asunción, templo construido entre los siglos XIV-XVI, de estilo gótico, con sucesivas remodelaciones, levantada sobre el emplazamiento de otra anterior, de estilo románico. En su interior destaca el retablo mayor procedente del taller de Miguel de Espinal y fechado en la segunda mitad del siglo XVI. La policromía, realizada por Pedro de Landa, es de 1632.
- Ermita de San Pedro.
- Palacio de Torreblanca, registrado como palacio cabo de armería en la nómina oficial del Reino. Durante la Edad Media fue solar de uno de los doce linajes de ricoshombres de Navarra.
- Crucero de la Trinidad. De estilo gótico, está datado en la segunda mitad del siglo XVI, se presenta protegido por un templete de madera. La figura de Cristo recuerda mucho a la conservada en el castillo de Javier.

Ferias de San Martín 2024
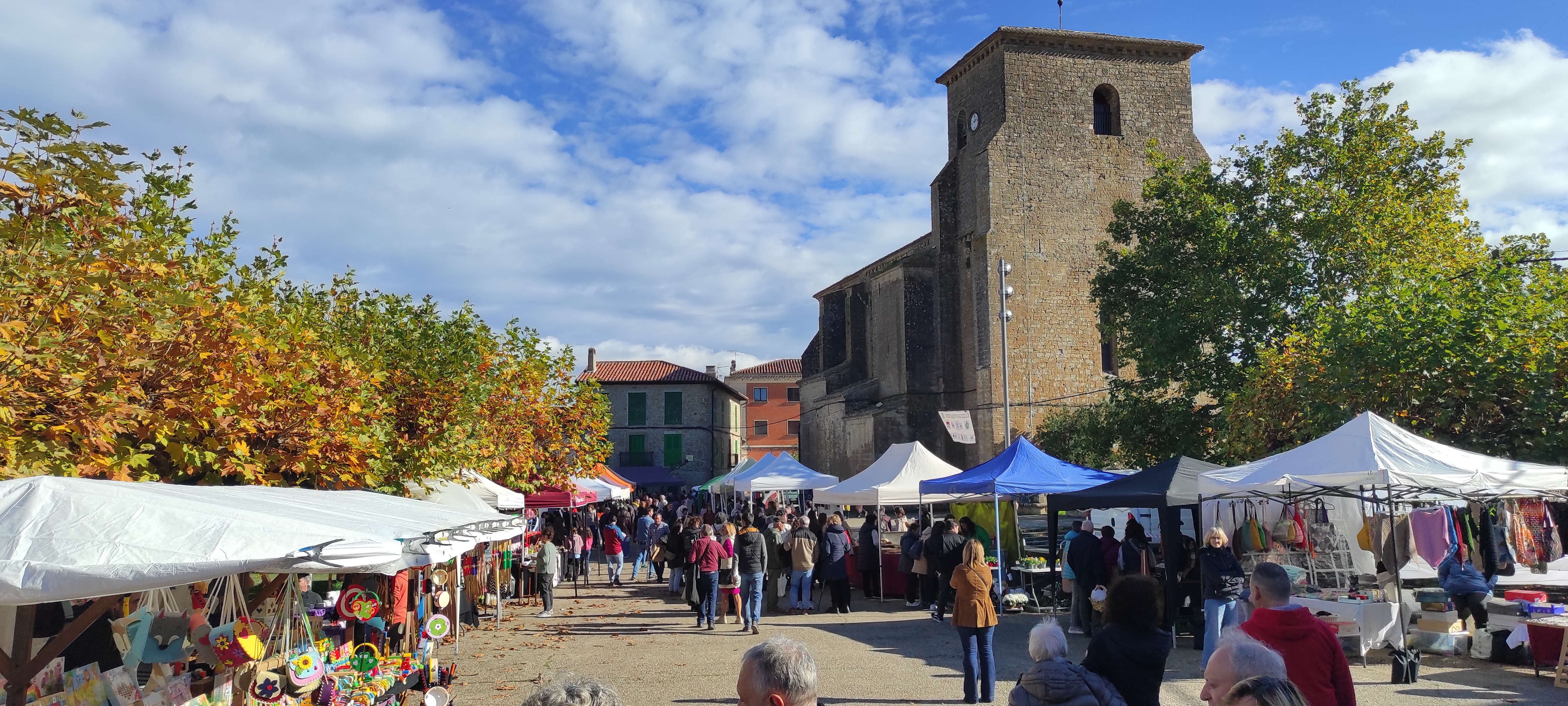
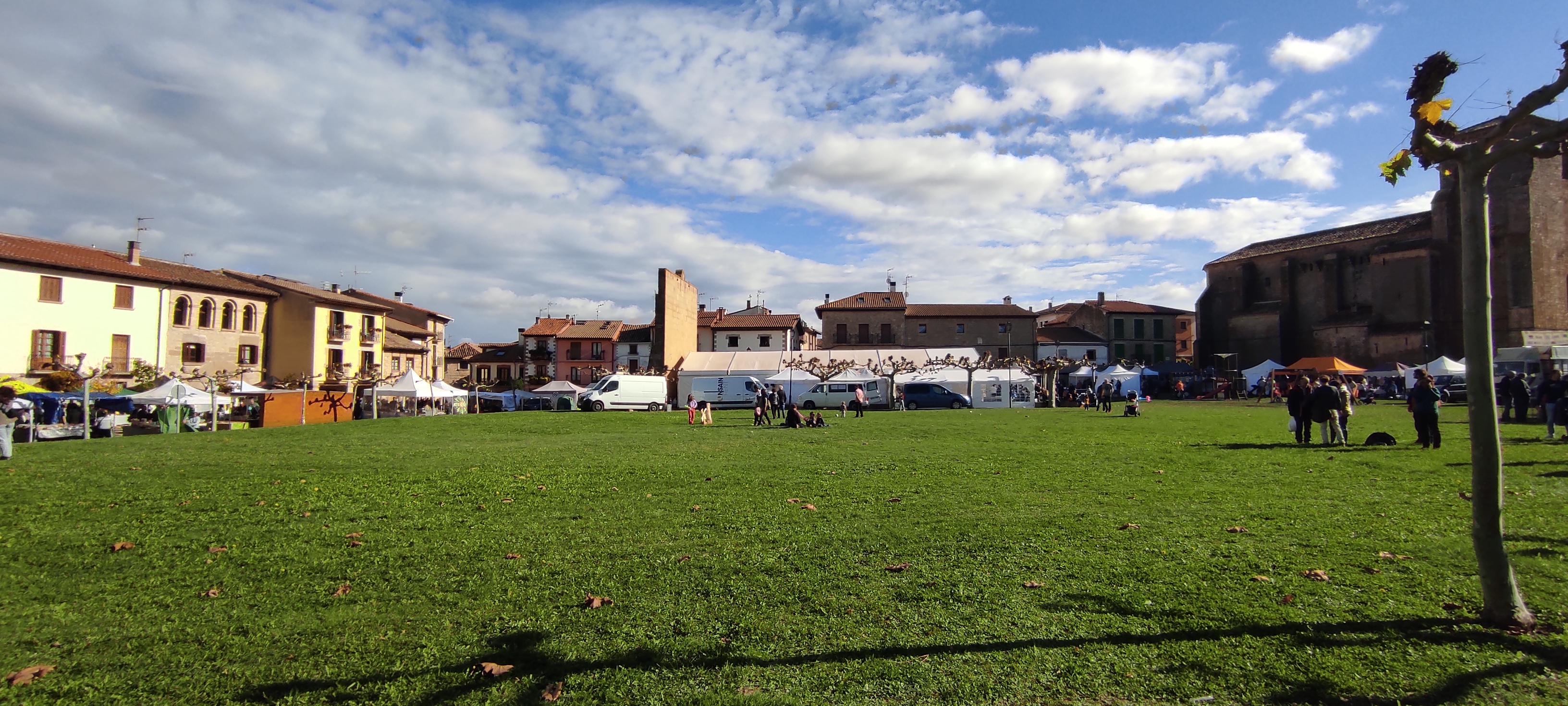
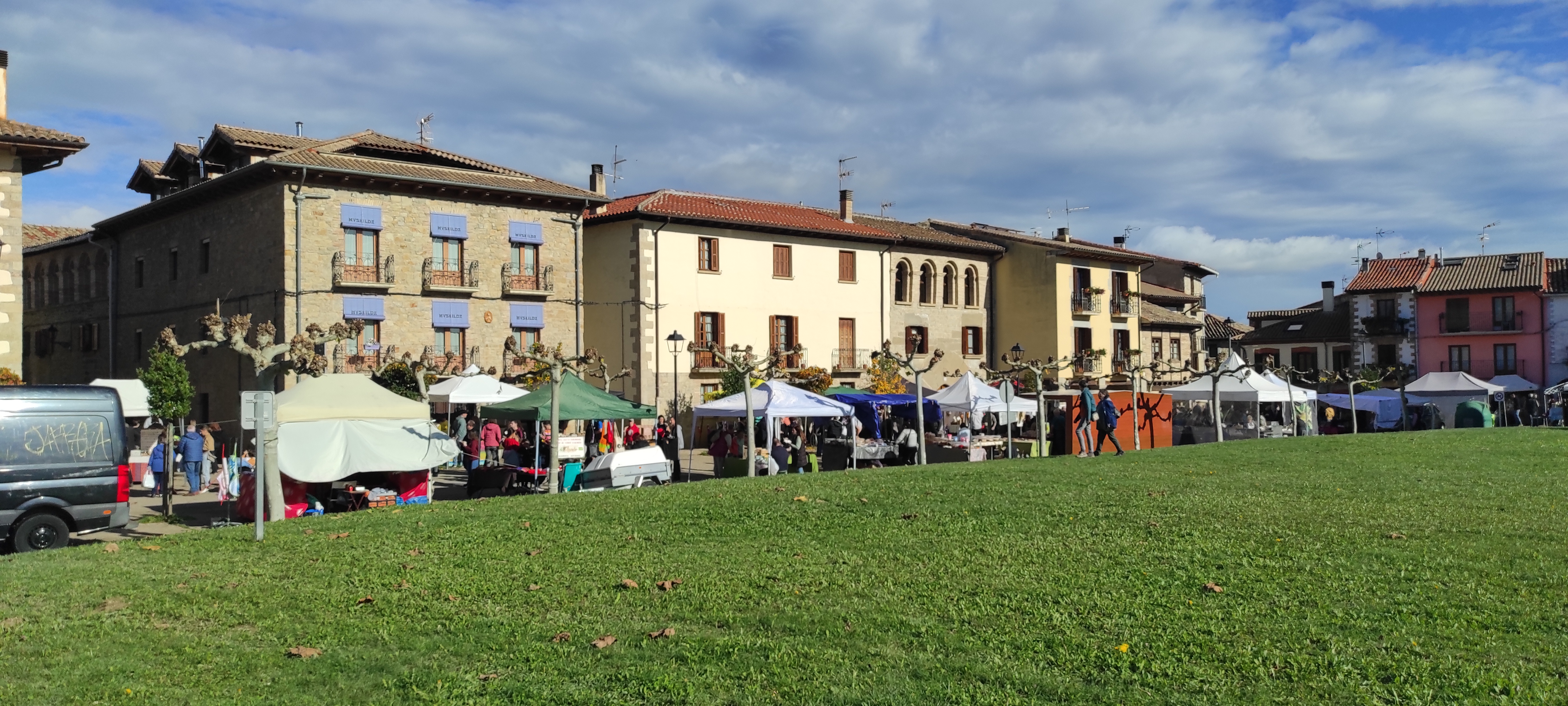

### Fiestas y eventos

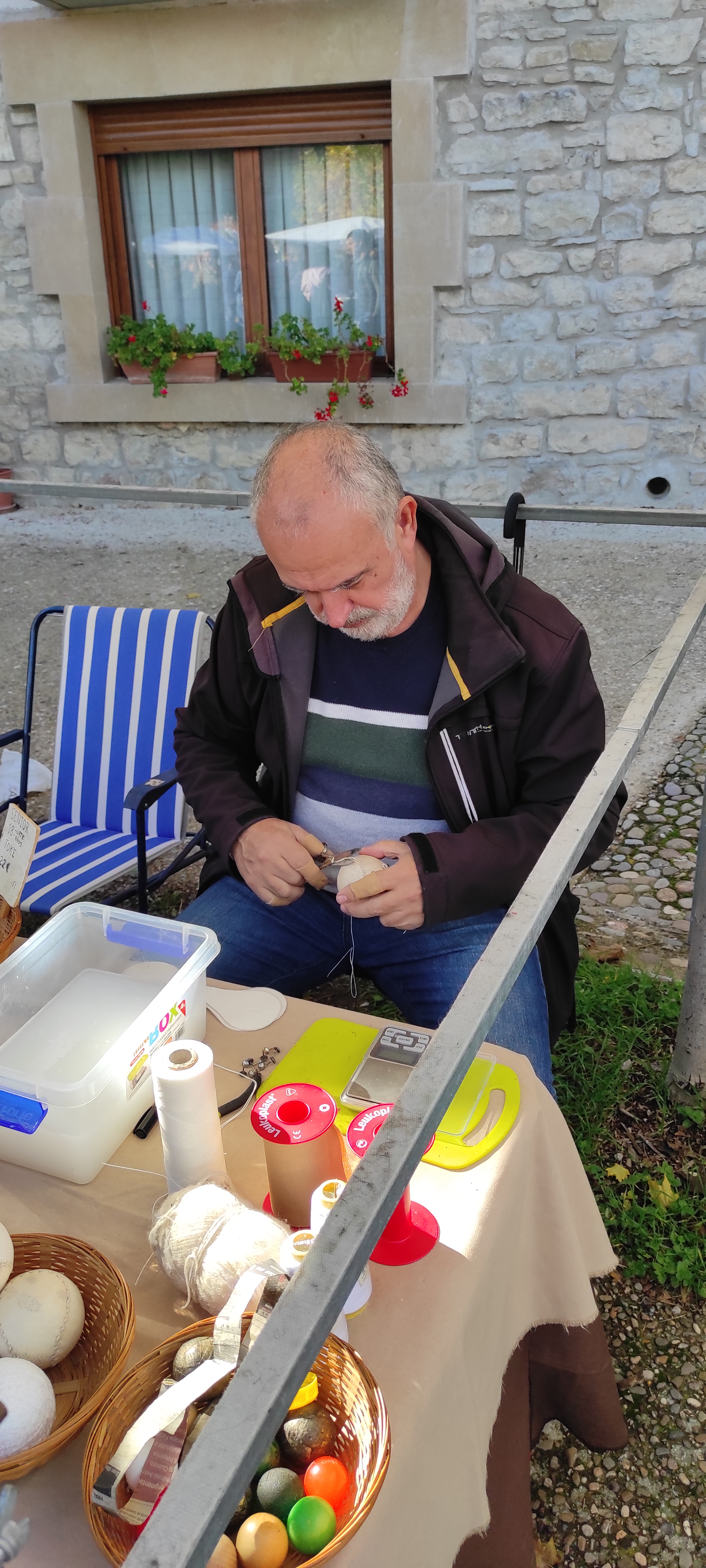
Demostración de una grabador de madera durante la Feria de San Martín de 2024

Celebra sus fiestas patronales para la festividad de la Asunción de María, titular de la iglesia parroquial (15 de agosto).
Entre las numerosas actividades culturales destaca desde noviembre de 2021 la organización durante el año de varias ferias del libro bajo el lema «Urroz Villa del Libro». La localidad cuenta, a pesar del tamaño de población, con tres librerías, alguna de las cuales se estima tiene un fondo de 40.000 títulos.
También aprovecha el espacio de su gran plaza para organizar anualmente (en torno al 11 de noviembre, festividad de San Martín de Tours) una feria de artesanía desde 2004 que tomó el relevo a la tradicional feria de ganado celebrada en la villa desde época medieval, hace más de siete siglos.

### Euskera
En 1869, Louis-Lucien Bonaparte incluyó al valle de Lizoain −y por extensión a Urroz− en el dialecto altonavarro meridional del euskera, concretamente en la variedad de Egues, junto a los valles de Arriasgoiti, Egues y Longuida.
En 2010, la clasificación de Koldo Zuazo reconocía el gran retroceso que había sufrido la lengua vasca en Urroz. Lo incluía en la zona de retroceso, donde apenas quedaban hablantes nativos. Según Udalbiltza, en ese año era correctamente hablado por un 1,85 % de la población mayor de 16 años. En 2018 ese dato había aumentado hasta el 6,70 %, si bien no refleja la totalidad de los hablantes urroztarras, ya que la franja de edad de mayor conocimiento de esta lengua es precisamente la de los menores de 16 años, que no participaron en los estudios.

### Deporte
Entre las prácticas deportivas realizadas en la villa, el fútbol cuenta con el equipo del C.D. Urroztarra que ha basculado por las diferentes categorías a nivel de la Federación Navarra de Fútbol, militando desde primera regional hasta la tercera división. Durante su paso por esta última categoría el grupo musical Tijuana in Blue compuso su himno, «Urroztarra, Fuerza y Garra», a finales de los años 1980.